# Ekeby, Knutby socken
Ekeby är en by i Knutby socken, Uppsala kommun.
Byn omtalas första gånger i skriftliga handlingar 1424. 1540-73 omfattade byn 2 mantal skatte och ett mantal frälse, tillhörigt Per Fleming.